# Le Grand Macabre
Le Grand Macabre er en opera af György Ligeti.
Den surrealistiske opera, der er en blanding af operette, opera og tale, fik en kølig modtagelse ved premieren i Stockholm den 12. april 1978, øjensynligt fordi verdensavantgardens kritikere ikke kunne forstå svensk. Værket har haft stor succes siden - af en moderne opera at være.
Le Grand Macabre havde premiere i Danmark i 2001 på Det Kongelige Teater og blev genopsat i 2014. Den fik gode anmeldelser og karakteriseredes som et modernistisk mesterstykke med masser af mageløst muntert vanvid og som en komisk-musikalsk genistreg, den bedste samtidsopera, som Det Kongelige Teater har på plakaten.

## Eksterne links og henvisninger
1. ↑  "Le Grand Macabre" på New York Philharmonic
2. ↑  "Omkring Ligetis opera Le Grand Macabre. Det virtuelle musikbibliotek". Arkiveret fra originalen 15. marts 2014. Hentet 15. marts 2014.
3. ↑  Kasper Bech Holten: Le Grand Macabre - Da virkeligheden overgik fantasien
4. ↑  ""Le Grand Macabre" på Det Kongelige Teater". Arkiveret fra originalen 5. marts 2014. Hentet 15. marts 2014.
5. ↑  Det Kongelige Teaters opsætning af György Ligetis 'Le grand macabre' er fantastisk samtidsopera. Politiken